# Ensemble de Wiesberg
L'ensemble du Wiesberg est un grand ensemble situé à Forbach, dans le département de la Moselle en région Grand Est.

## Histoire
La cité a été réalisée par Émile Aillaud et construite entre 1960 et 1973, l'ensemble compte 1 228 logements. De 2014 à 2016, le quartier a vu la réhabilitation de 198 logements. 
Elle est labellisée « Patrimoine du XXe siècle » en 2013.
Elle est incluse au sein du quartier prioritaire « Wiesberg-Hommel », avec 3 476 habitants en 2018 pour un taux de pauvreté de 52 %.

## Description
Une église et une école furent construites à la même époque par Émile Aillaud. L'architecte s'appuie sur le savoir-faire de l'artiste Fabio Rieti, le quartier dispose de lignes courbes et souples.

## Galerie

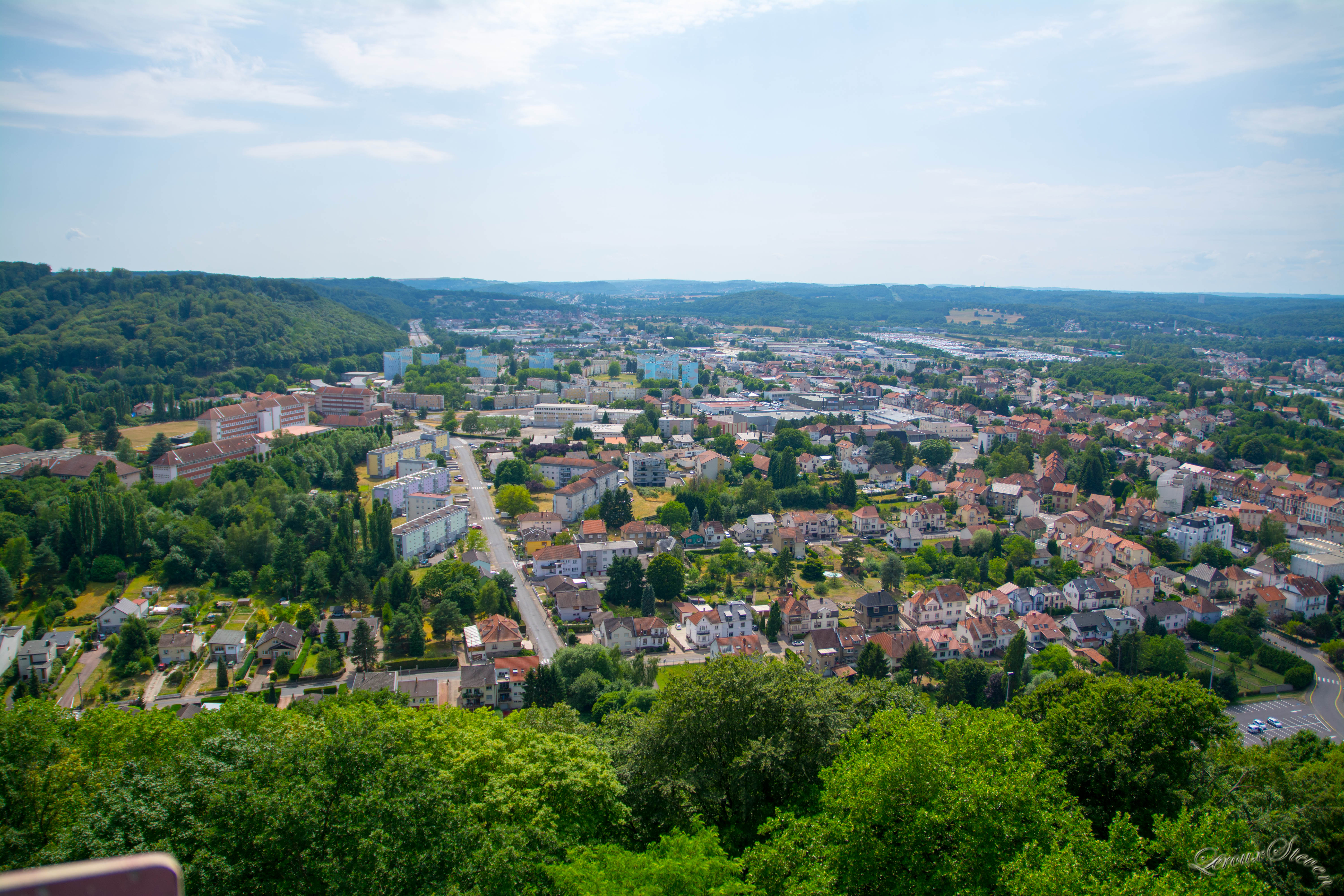
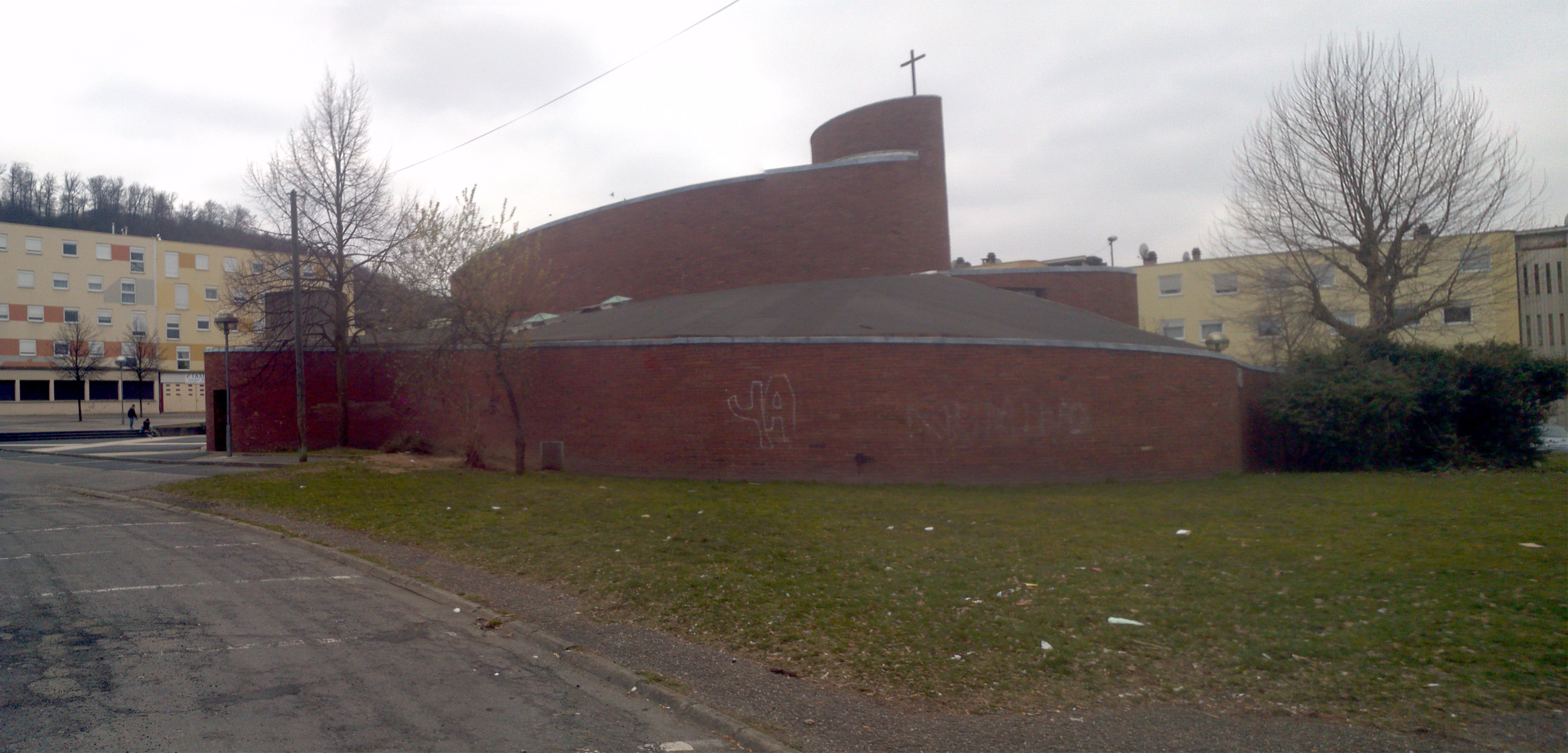
Église Notre-Dame du Wiesberg.